# 葡萄牙—英國關係
英葡關係，是指歷史上的英國和葡萄牙（包括現在大不列顛及北愛爾蘭聯合王國和葡萄牙共和國）之間的雙邊關係。兩國自1373年成立英葡聯盟起建交。葡萄牙仍實行君主制時，兩國王室亦有通婚。其後兩國曾因非洲殖民地問題而導致關係惡化。在第一次世界大戰時，兩國均為協約國的成員。第二次世界大戰時葡萄牙雖在戰爭中保持中立，但亦曾借出基地給英國為首的盟軍。
兩國在第二次世界大戰後，維持著正面的雙邊關係。兩國均為北大西洋公約組織的成員。
英國及葡萄牙在1842及1557年於南中國海珠三角建立香港及澳門兩座貿易城巿，而現今香港及澳門均已在1997年及1999年先後被政權移交至中國成為特別行政區。

## 歷史

### 二戰前

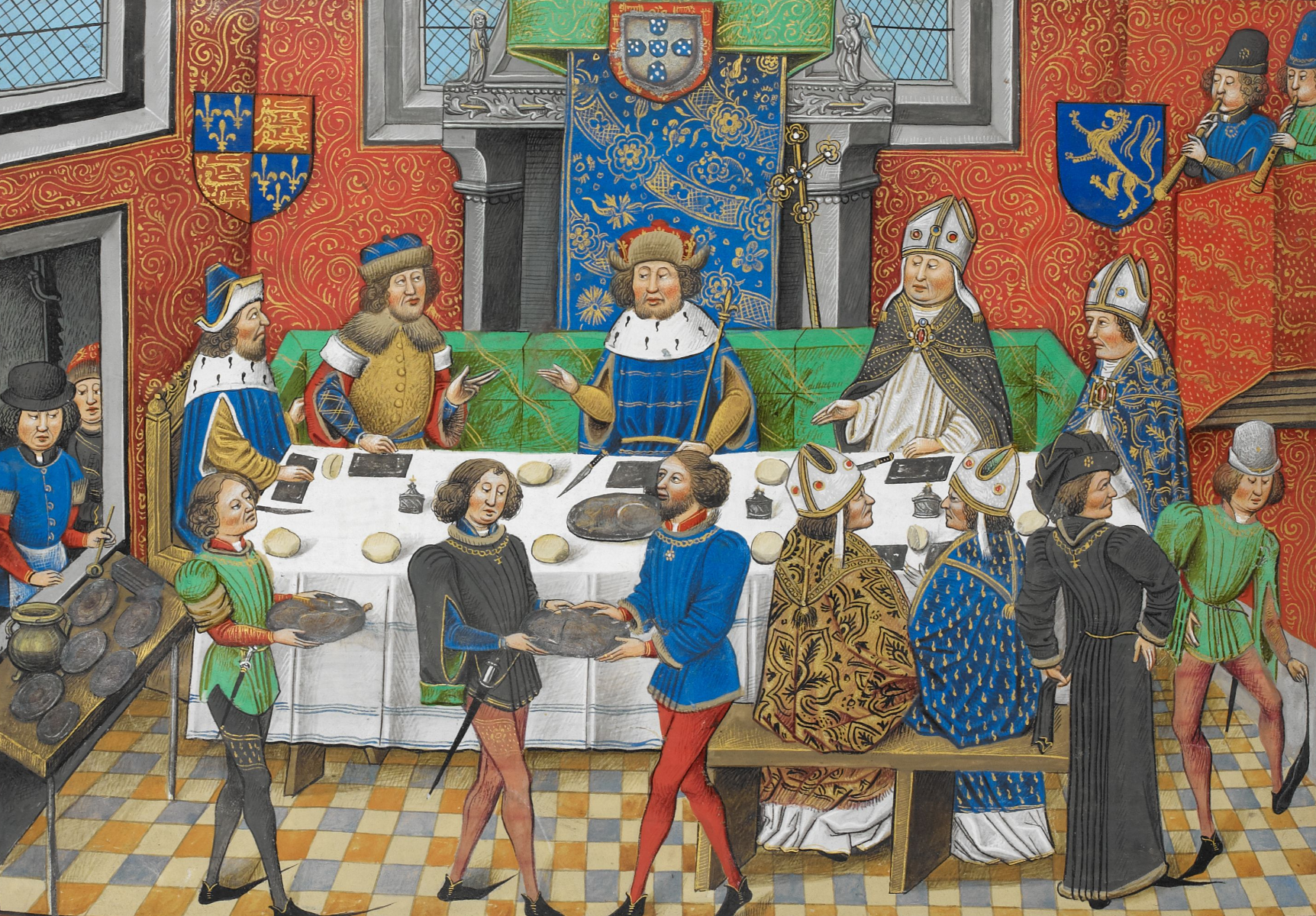
14世纪葡萄牙国王若昂一世款待冈特的约翰

英國和葡萄牙最早的往來可追溯至1147年英格蘭十字軍協助葡萄牙人从摩尔人手中征服里斯本。其後葡萄牙國王迪尼什一世和英格蘭國王愛德華三世分別在1308年和1353年簽訂兩國之間第一份商貿協議。
1373年，英格蘭國王愛德華三世和葡萄牙國王斐迪南一世的使者在聖保羅大教堂簽訂政治同盟協議，兩國正式建交。在1385年8月的阿勒祖巴洛特戰役中，英格蘭弓箭手曾協助葡萄牙打敗入侵的卡斯蒂利亞軍隊。1386年5月，英格蘭國王理查二世和葡萄牙國王若昂一世的使節在英格蘭溫莎簽訂《溫莎條約》，確立兩國之間的軍事聯盟關係。1640年英國曾協助葡萄牙脫離西班牙重新成為獨立國家。1703年，英國與葡萄牙簽訂《梅休因条约》，英格蘭的紡織品和葡萄牙的紅酒自此互免關稅。半島戰爭時，葡萄牙亦曾獲英國威靈頓公爵的協助。
在葡萄牙仍為君主制國家時，英葡兩國王室之間曾經通婚。為鞏固《溫莎條約》所訂立的軍事聯盟關係，英格蘭冈特的约翰的女兒兰开斯特的菲利帕嫁給葡萄牙國王若昂一世。1662年，葡萄牙國王若昂四世的女兒布拉干萨的凯瑟琳嫁給英格蘭國王查理二世。
自19世紀起，由於英國打算拓展非洲的殖民地，影響到葡萄牙在安哥拉和莫桑比克的統治，導致兩國之間發生衝突。第一次世界大戰期間，已成為共和國的葡萄牙加入協約國，與英國共同對同盟國宣戰。戰後，葡萄牙獨裁者安東尼奧·薩拉查取得政權。在薩拉查的統治下，葡萄牙在第二次世界大戰期間保持中立，但仍然借出位處比亚速尔群岛的基地供英國為首的盟軍使用。

### 二戰後
1952年就任英國女王的伊利沙伯二世曾分別於1957年和1985年訪問葡萄牙，兩次訪問均受到葡萄牙民眾的歡迎。在1974年康乃馨革命後，亦有4位葡萄牙總統訪英。1982年福克蘭戰爭期間，葡萄牙再次借出位處亚速尔群岛的基地供英軍使用。
2008年，英葡聯合國會小組成立，並舉行了半島戰爭雙邊合作200周年紀念活動。

### 英國及葡萄牙兩國殖民香港及澳門
1557、1841及1898年，英國及葡萄牙先後於廣東省沿岸的珠江口兩側建立香港及澳門兩座城巿，而現今香港及澳門均已在1997年7月1日及1999年12月20日先後被政權移交至中國成為特別行政區，並且結束155年及442年的統治。

## 經貿關係
- 英國到葡萄牙的出口貿易[4]
- 葡萄牙到英國的出口貿易[5]

英國是葡萄牙第四大出口國，亦是葡萄牙第六大入口國。根據經濟複雜性研究中心網站上的數據，英國本土對葡萄牙的出口額一直徘徊在約20億至28億之間。英國本土主要向葡萄牙出口礦產、機械、運輸設備等。而葡萄牙對英國本土的出口額曾徘徊在約25億至35億之間，在2006年時曾升至50億美元，其後回跌至原有水平。葡萄牙主要向英國本土出口運輸設備及紡織品等。
2009年，英國在葡萄牙的直接投資額約為50億歐元。200萬名英國旅客曾到葡萄牙旅遊。

## 文化關係
葡萄牙畫家保拉·雷哥曾在英國泰特不列顛舉辦畫展，成為首位在該畫展中展示作品的葡萄牙人。鋼琴家玛丽亚·若昂·皮雷斯和阿图·皮萨罗亦曾多次赴英國演出。
英國13間大學設有葡萄牙語課程，而贾梅士学院亦給予英國的語言學及文學學生獎學金。

## 外部連結
- 英國駐葡萄牙大使館官方網站 （页面存档备份，存于）
- 葡萄牙駐英國大使館官方網站